# Universidad Iberoamericana Ciudad de México
Die Universidad Iberoamericana (deutsch: Iberoamerikanische Universität), kurz UIA oder La Ibero, ist eine 1943 von den Jesuiten unter der Bezeichnung Centro Cultural Universitario (CCU) gegründete private Universität in Mexiko. Sie zählt zu den Eliteuniversitäten des Landes.

## Liegenschaften

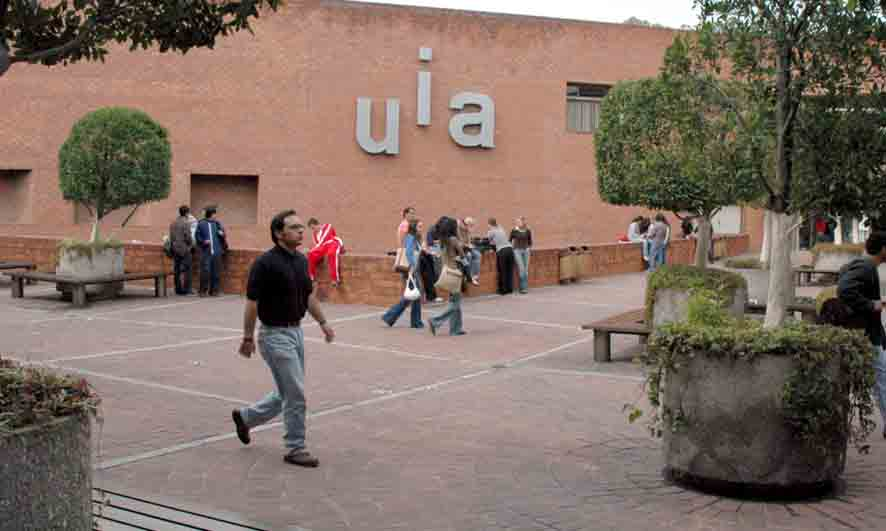
Universidad Iberoamericana

Nach der Gründung befand sich die UIA zunächst in einem Gebäude in der Avenida Hidalgo 120 (San Ángel-Siedlung) von Mexiko-Stadt, in dem sich heute das Restaurant „San Angel Inn“ befindet. Die Schule für Philosophie und Geisteswissenschaften der UIA befand sich anfangs auf dem Campus der Universidad Nacional Autónoma de México (UNAM). Der Lehrbetrieb wurde mit sieben Professoren und 13 Studenten aufgenommen; erster Rektor war Gabriel García Rojas. 1952 erhielt die Universität den heutigen Namen. Seit 1974 ist sie unabhängig von der UNAM.
Das größte Campus und der Hauptsitz liegen auch heute in Mexiko-Stadt, weitere Standorte sind Guadalajara, León, Torreón, Puebla, Tijuana und Acapulco.
Für die Planung des Campus Mexiko-Stadt in der Campestre Churubusco-Siedlung war der Architekt Augusto H. Álvarez verantwortlich. Nachdem das Campus 1979 bei einem Erdbeben zerstört wurde, entstanden die jetzigen Gebäude, für deren Bau die Architekten J. Francisco Serrano Cacho und Rafael Mijares Alcérreca verantwortlich waren.

## Fakultäten
- Architektur
- Betriebswirtschaft
- Chemie
- Design
- Erziehungswissenschaften
- Gesundheitswissenschaften
- Geisteswissenschaften
- Geschichtswissenschaften
- Internationale Studien
- Rechtswissenschaften
- Kommunikationswissenschaften
- Kunst
- Ingenieurwissenschaften
- Philosophie
- Physik und Mathematik
- Psychologie
- Religionswissenschaften
- Sozial- und Politikwissenschaften
- Wirtschaftswissenschaften

## Weitere Einrichtungen
Die Hauptbibliothek der UIA, die „Biblioteca Francisco Xavier Clavigero“, ist derzeit die größte private Bibliothek Lateinamerikas und hält über 280.000 Bücher und Zeitschriften vor, u. a. besondere alte meist historische Exemplare wie z. B. die Kollektion von Porfirio Díaz.
Die Universität betreibt in Mexiko-Stadt einen Lokalsender mit dem Namen Ibero 90.9.

## Absolventen
- Alfredo Castillo Cervantes (* 1975), mexikanischer Generalstaatsanwalt
- Alejandro González Iñárritu (* 1963), mexikanischer Regisseur